# Songbird (오아시스의 노래)
〈Songbird〉는 영국 락 밴드 오아시스의 곡으로, 그들의 5번째 정규앨범인 《Heathen Chemistry》에 수록된 곡이다. 이 곡은 2006년 발매된 오아시스의 베스트 앨범인 《Stop the Clocks》에도 수록되어 있다. 이 곡은 2003년 2월 3일에 5집의 4번째 싱글로 발매되었으며 UK차트 3위를 하였다. 리드 싱어인 리암 갤러거가 쓴 이 곡은 오아시스 역사상 처음으로 싱글로 발매된 곡들 중 그의 형인 노엘 갤러거가 쓰지 않은 곡이다. 이 곡은 2분 7초라는, 오아시스 싱글들 중 가장 짧은 길이를 갖고 있다.
리암은 이 곡에 대해 말하기를, "나는 아름다운 것들을 좋아해... 내 세계 속은 전혀 어둡지 않아. 나는 때때로 내 그늘을 벗어버리고 그 세계를 들여다보곤 해. 그리고 좋은 것들을 찾지." 이 곡의 데모는 과열된 기타와 거센 비트의 기타 솔로 같은 전형적인 오아시스 방식으로 곡에 대해 접근하였다.
노엘 갤러거는 러셀 브랜드와의 인터뷰에서 농담식으로 "리암은 '그의 새에 대해 곡 하나를 쓰기로' 결심했어." 라고 언급하였다.
극단적으로 단순한 뮤직비디오는 런던의 리젠트 공원에서 촬영되었으며, 리암은 그의 트레이드마크인 파카를 입고 나무 아래에 앉아 어쿠스틱 기타를 연주하다가 큰 개를 쫓기도 하고 큰 개에 의해 쫓기기도 하는 모습으로 출연했다. 이 뮤직비디오는 또한 니콜 애플턴에 의해 언급되었다.
(1990년대 얼터너티브 락 밴드 Hole의) 코트니 러브는 말하기를, 그녀와 리암이 그녀가 휘파람을 불고 리암이 기타 연주를 하며 노래를 하는 버전을 연기했다고 하였으며 이는 Kurt and Courtney : Talking이라는 책에 언급되어 있다.

## 트랙 리스팅
- CD RKIDSCD 27

1. "Songbird" - 2:08
2. "(You've Got) The Heart of a Star" - 5:22
3. "Columbia" (Live) - 4:48

- 7" RKID 27

1. "Songbird" - 2:08
2. "(You've Got) The Heart of a Star" - 5:22

- 12" RKID 27T

1. "Songbird" - 2:08
2. "(You've Got) The Heart of a Star" - 5:22
3. "Columbia" (Live) - 4:48

- Columbia는 글래스고 배로우랜드에서 2001년 10월 13일 녹음되었다.

- DVD RKIDSDVD 27

1. "Songbird" - 2:07
2. "Songbird" (demo) - 2:48
3. 독점 인터뷰와 라이브 공연 장면 - 13:48

- 일본판 CD edition

1. "Songbird"
2. "Songbird" (demo)
3. "Columbia" (Live)